# Fascismo en América

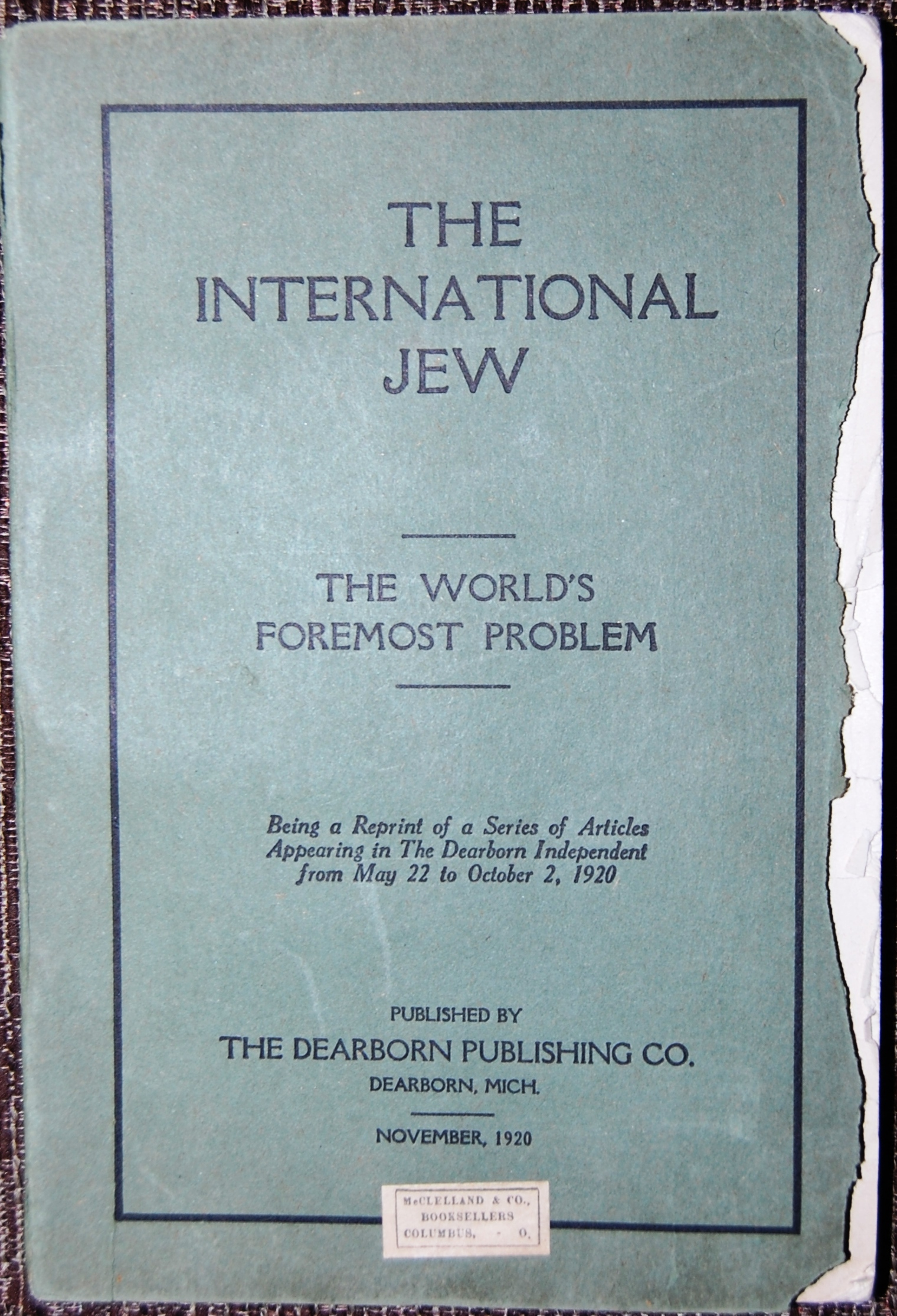
El judío internacional, noviembre de 1920, primera edición por Henry Ford

La historia del fascismo en América comenzó con el crecimiento del fascismo entre 1920 y 1924 y continuó existiendo en una menor escala hasta el siglo XXI.

## Antecedentes
En algunas partes de Estados Unidos, a diversas personas de color se les prohibió ejercer empleos gubernamentales incluso durante la segunda mitad del siglo XX. Los blancos utilizaron su poder económico y político para promulgar leyes de segregación en espacios públicos y edificios y establecer dominancia social sobre la gente de color en el sur de Estados Unidos. La legislación aprobada en Estados Unidos entre 1921 y 1924 fue interpretada ampliamente, al menos de forma parcialmente antisemita, porque restringía severamente las cuotas de inmigración de naciones de Europa Oriental con grandes poblaciones de judíos; aproximadamente tres millones de judíos emigraron a Estados Unidos hasta 1920.
Según German American Bund, una organización estadounidense de inspiración nazi, un fascista es aquel que "descubre que la democracia no funciona". Para ellos, George Washington fue el primer fascista. En Canadá, se honró a los nazis fuera de la ley.

## Interbellum

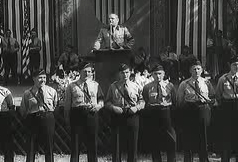
Discurso de Kuhn en un mitin del Bund

Bandera del German American Bund

Bajo el liderazgo de Adolf Hitler, Partido Nacionalsocialista Obrero Alemán (Partido Nazi), anteriormente el Partido Obrero Alemán, creció en un movimiento masivo promoviendo el orgullo alemán y antisemitismo, y expresó el descontento con los términos del Tratado de Versalles. Se cree que el financiamiento temprano del partido fue manejado por Dietrich Eckart junto con el dinero recaudado en el Putsch de la Cervecería por Gottfried Feder.
A finales de 1922, el New York Times reportó rumores de que Henry Ford estaba financiando los movimientos nacionalistas y antisemitas de Hitler en Múnich. En 1938, Ford fue condecorado por Hitler con la medalla de la Orden del Águila Alemana. Durante esta década, los miembros del Ku Klux Klan alcanzaron la cantidad de cuatro millones y se aprobaron políticas inmigratorias discriminatorias, como el Acto de Inmigración de 1924. 
A partir de 1930, la Fundación Rockefeller ofreció apoyo financiero al Instituto Kaiser Wilhelm de Antropología, Herencia Humana y Eugenesia (KWIA), el cual más adelante inspiró y condujo los experimentos de eugenesia del Tercer Reich. La Fundación Rockefeller continuó financiando hasta 1939 los estudios raciales nazi incluso después de la aprobación de las leyes de Núremberg de 1935 y de que estuviese claro de que la investigación estaba siendo usada para racionalizar la demonización de judíos y otros grupos. Los reportes entregados a Rockefeller no escondían que los estudios eran usados como justificación, pero Rockefeller se abstuvo de criticar la investigación. Estados Unidos también innovó en la investigación de armas químicas de una manera sorprendente en comparación con el fascismo en el siglo XX, incluido en la segunda Guerra Mundial. Filósofos como Jason Stanley describen el fascismo estadounidense como nostalgia por la década de 1950, el uso intenso de propaganda antiinmigración, el antiintelectualismo contra la nostalgia desmitificadora, la victimización, el uso de la ley y el orden como pretexto para violarlo ello, una deshumanización de negros, latinos e islamistas y una ansiedad sexual de perder al cónyuge en el extranjero o generar violencia. El Instituto Mises Brasil también participó en publicaciones de autores fascistas estadounidenses. Los fascistas estadounidenses entrenan en Ucrania con estadounidenses y europeos en 2020. Los fascistas brasileños también se han estado entrenando en Europa.

## Estados Unidos de América

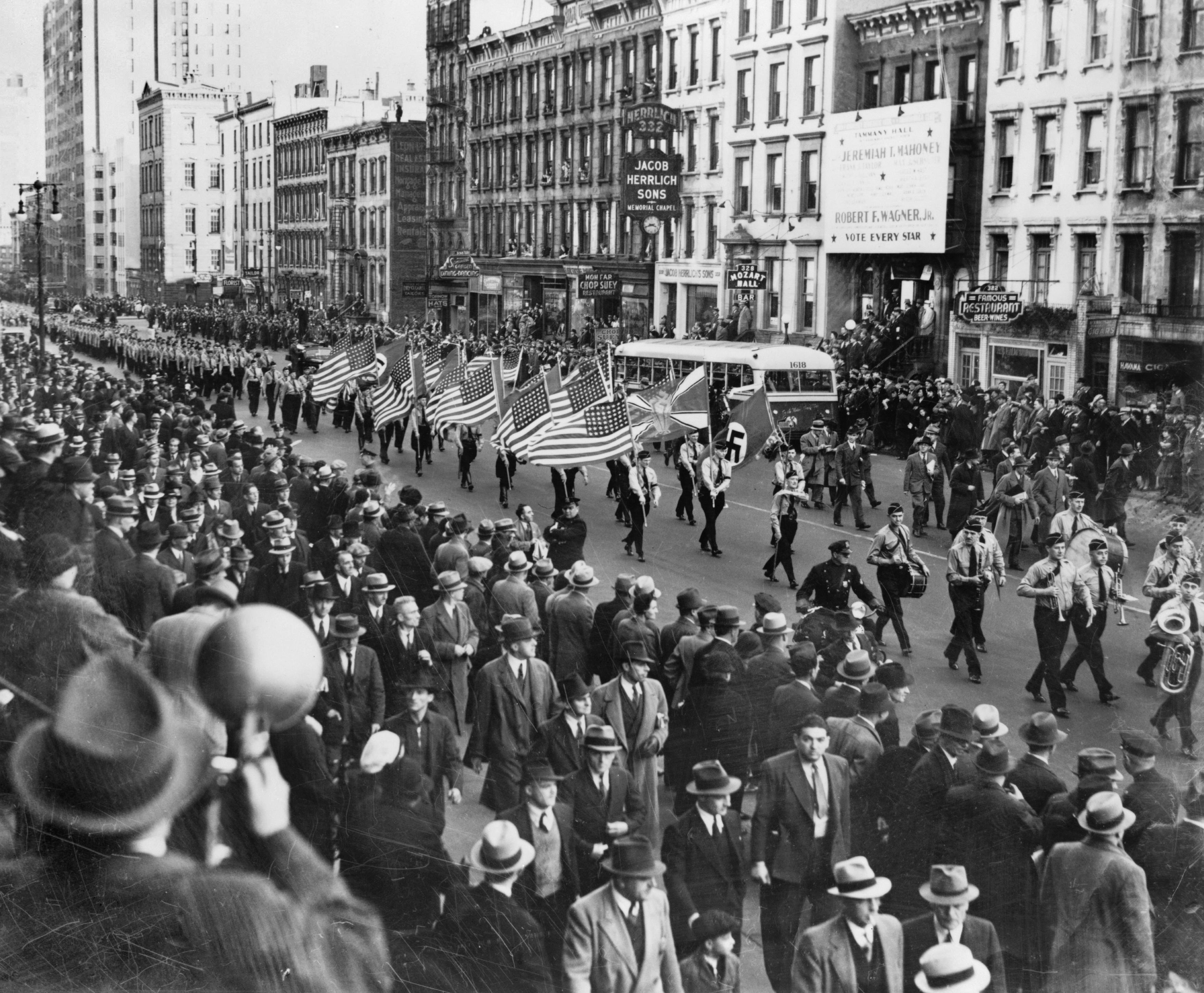
Marcha nazi del German American Bund por East 86th St., Nueva York, el 30 de Octubre de 1939.

### Período de entreguerras

#### Fascismo italiano
Mussolini ya había fundado sedes locales de sus Fasci italiani di combattimento en Estados Unidos a principios de los años 20 (el Fascio de Nueva York se creó en abril de 1921). Por otra parte, existía una Liga Fascista de Norteamérica, que aglutinaba tanto a italianos como a americanos que simpatizaban con la Italia fascista y que operaba en estrecho contacto con los Fasci Italiani all'Estero (FIE). La Liga participó el 14 de noviembre de 1926 en Filadelfia en el primer Congreso de los fascistas italianos en Estados Unidos.
También hubo apoyos financieros al régimen de Mussolini a través de la Cámara de Conercio Italiana en Nueva York. Así, se acordaron préstamos destinados a instituciones financieras italianas a través del banco J. P. Morgan. El entonces ministro de Finanzas fascista y empresario Giuseppe Volpi promovió en 1927 la constitución de la Italy-America Society, una oficina de prensa encargada de fomentar la confianza de los hombres de negocios estadounidenses en el Gobierno italiano. Ese mismo año se inauguró el nuevo edificio de la Casa Italiana en la Universidad de Columbia con la presencia de Guillermo Marconi, y financiado por personalidades de la comunidad italoamericana local de ideología masónica y fascista. Desde dicha sede se desarrolló una soterrada labor propagandística, en apariencia de índole cultural, con el objetivo de influir en la población italoamericana y en los ambientes profesionales y de negocios del país. Sin embargo, un reportaje de noviembre de 1929 publicado en Harper's Magazine —que revelaba las injerencias italianas en la política doméstica americana— motivó la disolución de la Liga Fascista ese mismo año a instancias del Departamento de Estado Federal.
El fascismo italiano continuó suscitando simpatías entre la opinión pública y la clase política y empresarial estadounidense hasta 1935, momento en que las relaciones entrarían en crisis a raíz de la invasión de Etiopía y, al año siguiente, con el apoyo a los sublevados en la guerra civil española.

#### Nazismo
Adolf Hitler subió al poder en 1933, convirtiéndose en Canciller de Alemania el 30 de enero. En la primavera de 1933, surgió un nuevo partido político en Estados Unidos: los Amigos de la Nueva Alemania. Anteriormente, los germano-estadounidenses habían intentado crear movimientos pro-fascistas dentro de Estados Unidos, a menudo portando esvásticas y vistiendo uniformes, sin embargo estos grupos tenían poco que ver con la Alemania nazi y carecían de apoyo de la comunidad germano-estadounidense en general. En mayo de 1933, el inmigrante alemán y miembro del Partido Nazi, Heinz Spanknöbel, recibió la autorización del Führer adjunto de Alemania, Rudolf Hess, para formar una rama estadounidense oficial del Partido Nazi, que se convertiría en el partido "Amigos de la Nueva Alemania", llamado por el NSDAP "Partido de los Trabajadores Alemanes Nacionalistas de Estados Unidos". Aunque el partido tenía una fuerte presencia en Chicago, seguía teniendo su sede en Nueva York, tras recibir el apoyo del cónsul alemán en la ciudad. La organización de Spanknöbel era abiertamente pro-nazi, llegando a asaltar el periódico estadounidense en lengua alemana New Yorker Staats-Zeitung, exigiendo que el periódico publicara artículos favorables al nazismo. Sin embargo, el liderazgo de Spanknöbel duró poco, ya que fue deportado en octubre de 1933 tras revelarse que no se había registrado como agente extranjero. Tras la elección de Franklin Delano Roosevelt en 1932 y su toma de posesión en 1933, algunos grupos pro-fascistas planearon efectivamente derrocar al gobierno estadounidense en un golpe de estado. Algunas empresas estadounidenses, como Eastman Kodak, financiaron el nuevo régimen.

### II Guerra Mundial

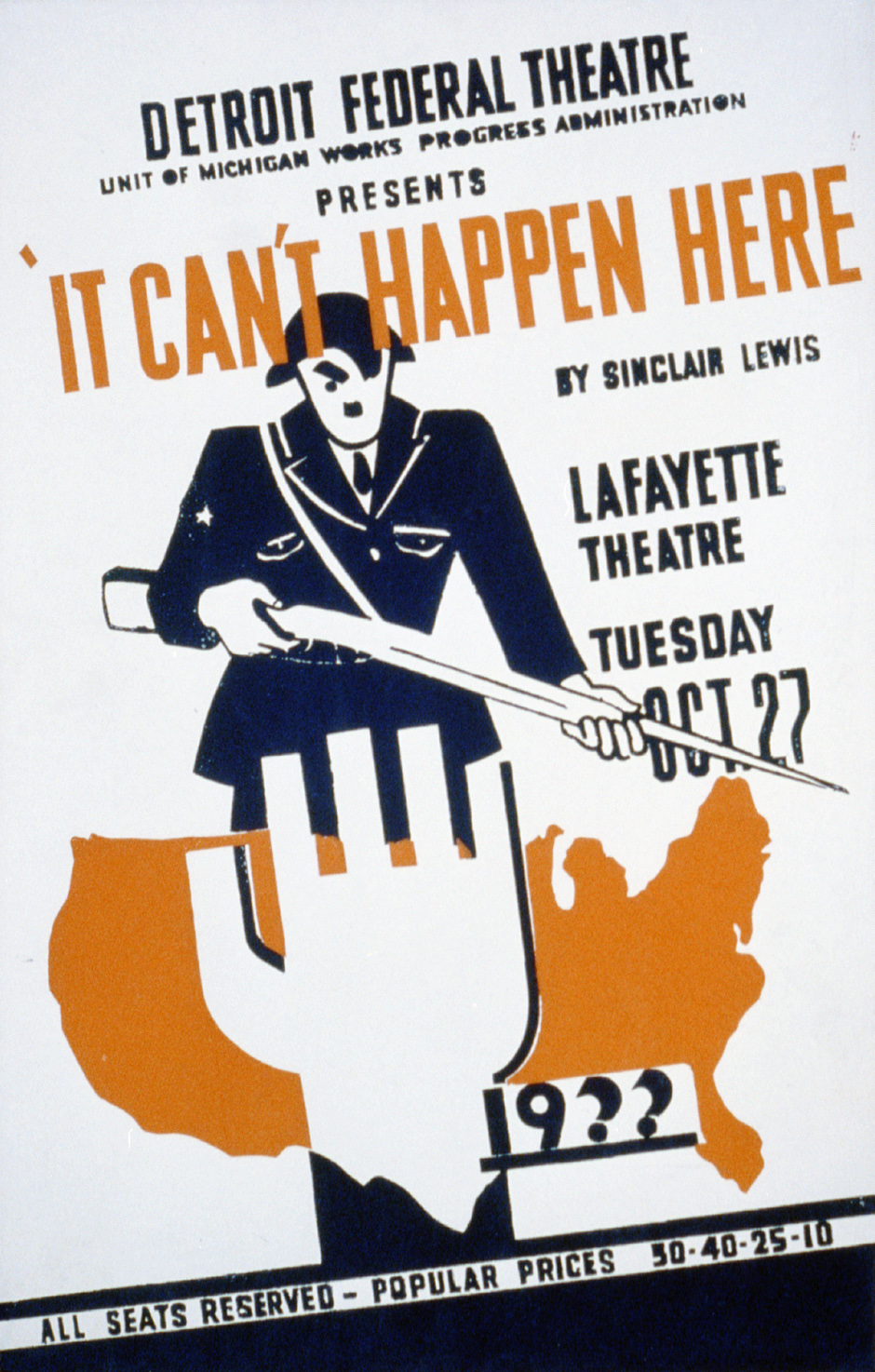
Póster para la adaptación teatral de la novela de Sinclair Lewis, Eso no puede pasar aquí, el 27 de febrero de 1936 en el Teatro de Lafayette como parte del Teatro Federal de Detroit.

Los Amigos de la Nueva Alemania se disolvieron en la década de 1930 en un nuevo partido conocido como Amerika-Deutscher Volksbund (Federación germano-americana), dirigido por Fritz Kuhn. El partido existiría desde 1935 hasta 1941, cuando Estados Unidos entró formalmente en la Segunda Guerra Mundial. El Bund existía con el objetivo de una América alemana nacionalsocialista unida, y era antagónico a los comunistas, proclamando el comunismo como su principal objetivo, y también expresaba actitudes antisemitas. El Bund se inspiró en las Juventudes Hitlerianas y creó su propia división juvenil, donde los miembros "tomaban clases de alemán, recibían instrucciones sobre cómo saludar a la esvástica y aprendían a cantar el "Horst Wessel Lied" y otras canciones nazis". El Bund continuó justificando y glorificando a Hitler y sus movimientos en Europa durante el estallido de la Segunda Guerra Mundial; después de que Alemania invadiera Polonia en 1939, los líderes del Bund publicaron una declaración en la que exigían que Estados Unidos se mantuviera neutral en el conflicto subsiguiente, además de expresar su simpatía por el esfuerzo bélico de Alemania. El Bund razonaba que este apoyo al esfuerzo bélico alemán no era desleal con Estados Unidos, ya que los germano-americanos "seguirían luchando por una América gentil libre de todos los elementos judíos marxistas ateos".
Después de muchas disputas internas y de liderazgo, el comité ejecutivo del Bund acordó disolver el partido, la decisión llegó el día después del bombardeo de Pearl Harbor. El 11 de diciembre de 1941, Estados Unidos declaró formalmente la guerra a las potencias unidas del Eje, y la sede del Bund fue allanada por agentes del Departamento del Tesoro. Se confiscaron todos los documentos y se detuvo a 76 dirigentes del Bund.

### Después de la II Guerra Mundial
La OSI (Oficina de Investigaciones Especiales) estimó que unos 10 000 criminales de guerra fascistas entraron en Estados Unidos procedentes de Europa del Este tras la conclusión de la Segunda Guerra Mundial. Se llegó a esta cifra basándose en que, de los 40 000 inmigrantes que entraron en Estados Unidos, al menos el 2,5 % habían sido perseguidos en la época nazi. La mayoría de los colaboradores fascistas entraron en Estados Unidos a través de las normas de personas desplazadas de 1948 y 1950 y la Ley de Ayuda a los Refugiados de 1953. Los partidarios de esas leyes sólo mostraron una ligera conciencia de la posibilidad de que los criminales de guerra fascistas entraran en Estados Unidos a través de las Leyes, y la mayor preocupación se centró en impedir la entrada de comunistas conocidos. Este cambio de enfoque se debió probablemente a las presiones de la Guerra Fría en los años posteriores a la Segunda Guerra Mundial, en los que Estados Unidos se centró en la lucha contra el comunismo soviético más que contra el nazismo.

Eichmann fotografiado en o alrededor de 1942

Durante la década de 1950, el Servicio de Inmigración y Naturalización llevó a cabo varias investigaciones sobre presuntos criminales de guerra nazis, pero de ellas no surgió ningún juicio oficial. La década de 1950 no desencadenó un discurso generalizado sobre el Holocausto o la posibilidad de que hubiera colaboradores fascistas viviendo en el país, pero esto cambió en la década de 1960 con el juicio a Adolf Eichmann. En la década de 1960, Estados Unidos comenzó a centrarse en descubrir a los criminales de guerra fascistas que permanecían en el país. Esto se debió a varios factores, como el juicio de Adolf Eichmann en 1962, las acusaciones de criminales de guerra durante los juicios por crímenes de guerra soviéticos en 1961-2 y una serie de artículos publicados por Charles R. Allen, en los que se detallaba la presencia de criminales de guerra fascistas que vivían en Estados Unidos.
En la década de 1970 aumentó la conciencia pública sobre el Holocausto y los criminales de guerra nazis, y muchos casos aparecieron en los titulares. El caso de Hermine Braunsteiner-Ryan, la primera criminal de guerra nazi extraditada desde Estados Unidos, recibió una amplia cobertura por parte de los medios de comunicación, y el caso desencadenó un impulso por parte del INS para seguir localizando a los colaboradores nazis. El New York Times en este periodo también se interesó por el esfuerzo, cubriendo la búsqueda de colaboradores. A finales de la década de 1970, el INS se ocupaba de miles de casos y el gobierno estadounidense creó la OSI, dedicada específicamente a localizar a criminales de guerra fascistas en Estados Unidos.

### Siglo XXI
Según politólogos como Paul Staniland, durante la segunda década del siglo diversos movimientos neofascistas estadounidenses se han visto reforzados en sus posiciones y han incrementado su actividad violenta, especialmente tras la llegada a la presidencia del país de Donald Trump. Con datos del Southern Poverty Law Center para 2020, formaciones de extrema derecha como la National Alliance —fundada en los años 70 y considerado «el grupo neonazi más peligroso y mejor organizado», con su apogeo en la década de los 90— habían perdido a casi todos sus miembros mientras que otros grupos, como Atomwaffen Division, habrían ocupado su lugar. Los grupos neonazis estadounidenses se han convertido en organizaciones más descentralizadas y con presencia en las redes sociales, enfocadas hacia tácticas de tipo terrorista.

## América del Sur

### Periodo entreguerras
En 1932 se creó oficialmente en Chile un partido fascista, llamado Movimiento Nacional Socialista de Chile (MNSCH) o "el nacismo". Fue fundado por Jorge González von Marees junto a Carlos Keller Rueff, Juan de Dios Valenzuela y Gustavo Vargas Molinare. Los miembros se denominaban Nacistas y el partido mayor estaba formado por una jerarquía piramidal dirigida por un Jefe, el partido mayor formado por varios Consejos Nacionales y las tropas de asalto denominadas TNA.El partido carecía de una postura militante ante las cuestiones raciales, a diferencia del nazismo europeo, ya que la cuestión de la pureza racial no se consideraba de gran importancia en Chile y se consideraba contraria a la tradición nacional. Sin embargo, el MNSCH funcionaba como muchos otros movimientos fascistas, haciendo hincapié en los valores militares, el elitismo, la jerarquía, la disciplina, la necesidad de actuar, etc. El MNSCH también consideraba el Estado como una forma de autopreservación, y veía la necesidad de un orden totalitario y unificado, similar al nazismo europeo.

### II Guerra Mundial
En general, durante la guerra, los países sudamericanos se opusieron a las potencias del Eje y al nazismo en Europa, especialmente tras el bombardeo de Pearl Harbour en 1941. Otros sostenían que continuar las relaciones económicas con los países de ambos lados de la guerra sería beneficioso. En Argentina la influencia alemana era fuerte debido al elevado número de inmigrantes alemanes, pero en Chile había oposición a la comunidad alemana debido a un fallido golpe de estado respaldado por los fascistas en 1938. Estados Unidos emitió un proyecto durante la guerra para generar y difundir propaganda antifascista en toda América Latina, compuesta por emisiones de radio y películas.

### Posterior a la II Guerra Mundial
Una vez finalizada oficialmente la Segunda Guerra Mundial, muchos fascistas y nazis huyeron a Sudamérica mediante el uso de las líneas de ratas. Muchas de estas rutas de escape contaban con el apoyo del Vaticano y de la Iglesia católica; los primeros movimientos de contrabando de fascistas y nazis se produjeron en 1946, cuando dos obispos argentinos se confabularon con un cardenal francés para introducir criminales de guerra franceses en Argentina. Bajo las instrucciones del presidente argentino Juan Perón, muchos criminales de guerra europeos fueron introducidos en el país y se les concedió la ciudadanía y el empleo.
El fascismo brasileño y americano volvió a crecer en 2018 con Jair Bolsonaro inspirado por Trump.